# 黒岩明
黒岩 明（くろいわ あきら、1976年9月15日 - 2021年12月3日）は東京都出身のオートレース選手。元船橋オートレース場所属、2016年4月より川口オートレース場所属、26期。登録番号は5810。
所有車はフランケン3、ジャービス、クワン、スターク、ハンコック3。

## 選手データ
- プロフィール
  - 選手登録 1999年4月1日
  - 身長 170.2cm
  - 体重 71.6kg
  - 血液型 AB型

- 戦歴
  - 通算優勝回数:6回
  - 1着:407回
  - 2着:422回
  - 3着:349回

## 殉職
2021年12月3日、川口オートレース場で開催された「川口ナイトレース」開催2日目の第5レース、6周目の第1コーナーで落車事故が発生。黒岩は事故を回避しようとしたが避けきれず、フェンス付近で巻き込まれる形で落車した。すぐに川口市内の病院に救急搬送され必要な処置が施されたが、重症頭部外傷により、同日23時22分に死去（殉職）。45歳没。
オートレース選手の現役中の死亡事故は96人目。落車事故による殉職は同年10月30日の佐藤正人（22期、川口所属、51歳没。川口オートレース場で殉職）以来。短期間で、かつ同じレース場で続けて死亡事故が起こる異例の事態となった。